# Ланчани индекси
Ланчани индекси представљају односе нивоа појаве у посматраном према њеном нивоу у претходном временском интервалу и показују, зависно од тога да ли су изнад или испод 100, релативан раст односно опадање нивоа посматране појаве у односу на претходни период.